# NGC 1932
NGC 1932 je zvijezda u zviježđu Zlatnoj ribi. 

## Vanjske poveznice
- SEDS: NGC 1932